# Quận Adams, Washington
Quận Adams là một quận thuộc tiểu bang Washington, Hoa Kỳ.
Quận này được đặt tên theo tổng thống Hoa Kỳ John Adams. Theo điều tra dân số của Cục điều tra dân số Hoa Kỳ năm 2010, quận có dân số 18.728 người. Quận lỵ đóng ở. Ritzville còn thành phố lớn nhất là Othello
Quận Adams được lập từ quận Whitman ngày 28 tháng 11 năm 1883.

## Địa lý
Theo Cục điều tra dân số Hoa Kỳ, quận có diện tích 4999 km2, trong đó có 13 km2 là diện tích mặt nước.